# Koninkrijk Italië (774-962)
Het Koninkrijk Italië (Latijn: Regnum Italiæ of Regnum Italicum) was een politieke entiteit in het noorden van het huidige Italië. Dit koninkrijk was in de feodale tijd een tussenniveau tussen de (Oost-)Frankische keizer en de lokale heersers. 
Het koninkrijk Italië was de opvolger van het Longobardische Rijk, na de overwinning van Karel de Grote op de Longobarden in 774. Bij de splitsing van het Frankische Rijk kwam het koninkrijk aanvankelijk in Midden-Francië te liggen (843), om na de dood van Lodewijk II van Italië definitief aan het Oost-Frankische Rijk te worden toegewezen. In 962 werd het koninkrijk Italië opgenomen als een deel van het Heilige Roomse Rijk, de opvolger van het Oost-Frankische Rijk.

## Geschiedenis

### Karolingen
Met steun van Paus Adrianus I verdreef Karel de Grote de laatste Longobardische heerser Desiderius. In 781 schonk Karel de IJzeren Kroon aan zijn achtjarige zoon Karloman (later Pepijn van Italië). Toen Pepijn stierf in 810, gaf Karel de kroon aan Pepijns' onwettige zoon Bernhard. In 817 dwong Lodewijk de Vrome, de wettige opvolger van Karel de Grote, Bernhard tot aftreden en zo werd Italië een deel van het Karolingische Rijk.
Na de dood van Lodewijk de Vrome in 840 brak er oorlog uit tussen zijn drie zonen. De oorlog werd drie jaar later beslecht met het Verdrag van Verdun. Het Karolingische Rijk werd in drie verdeeld: West-Francië, Midden-Francië en Oost-Francië. De oudste zoon, Lotharius I, kreeg de keizerstitel en Midden-Francië, de as Aken (wereldlijke hoofdstad) – Rome (kerkelijke hoofdstad).
Toen Lotharius stierf in 855 werd Midden-Francië opnieuw onder zijn drie zonen verdeeld. Zijn oudste zoon, Lodewijk II, kreeg de keizerstitel en Italië. Aangezien Lodewijk geen mannelijke opvolgers had, beloofde hij Italië aan Karloman van Beieren, de zoon van Lodewijk de Duitser. Karloman moest echter wachten tot de dood van Karel de Kale tot hij Italië verkreeg. In Italië werd hij ziek en hij moest in een draagstoel teruggebracht worden naar Beieren. Hij zou nooit meer gezond worden. Twee jaar later werd hij in Verona getroffen door een beroerte die hem verlamde en waardoor hij ook niet meer kon spreken. Hij verdeelde zijn koninkrijk onder zijn broers: Lodewijk III de Jonge kreeg Beieren en Karel III de Dikke kreeg Italië.
Op 12 februari 881 werd Karel door paus Johannes VIII tot keizer gezalfd. Zijn broer Lodewijk III de Jonge overleed in 882 en liet alleen een dochter na, zo werd Karel koning van heel Oost-Francië en in 884 stierf de zestienjarige West-Frankische koning Carloman. Op verzoek van de edelen werd keizer Karel de Dikke ook koning van West-Francië. Het Karolingische Rijk was weer voor even herenigd.

### IJzeren eeuw
Na de dood van Karel de Dikke (888) spatte het Karolingische Rijk uit elkaar: het centraal gezag verdween. Lokale leenmannen, de zogenaamde gouwgraven, in feite ambtelijke bestuurders en officieel de vertegenwoordigers van de keizer, zagen hun kans schoon en gingen het gezag in eigen naam uitoefenen. Ze vormden hun graafschappen en hertogdommen om tot kleine privévorstendommen, en waren nog slechts in naam afhankelijk van de keizer. De vele lokale leenmannen hielden zich ten slotte hoofdzakelijk bezig met het vergroten van hun persoonlijke macht ten koste van hun buren. Er was sprake van een bijna-permanente burgeroorlog. Ook werd het rijk voortdurend bedreigd door buitenlandse invallers: de Arabieren.
Berengarius I van Friuli (888–924), kleinzoon van Lodewijk de Vrome, zal zijn troon tweemaal verliezen. Lodewijk de Blinde, kleinzoon van Lodewijk II van Italië, zal het pad effenen voor de heerschappij van de Bosoniden. Een opportunistische koning was Hugo van Arles (926–948). Vanaf 945 was Hugo's neef Berengarius II de sterke man. Toen hij het iets te bont maakte, greep Otto I de Grote in.

### Ottonen
In 951 werd de Italiaanse troon opgeëist door Otto I. De personele unie van de twee tronen en Otto's kroning als Rooms keizer in de Sint-Pietersbasiliek in 962 vormden een basis voor het Heilige Roomse Rijk. De centrale regering in Italië verdween al snel in de hoge middeleeuwen, maar het idee van het koninkrijk bleef verder bestaan. In de 11e en 12e eeuw kwamen de keizers steeds vaker in conflict met de paus, de Investituurstrijd. In het conflict stonden in Italië twee facties tegenover mekaar. De Welfen waren aanhangers van de paus en van de onafhankelijkheid van de steden en de Ghibellijnen steunden de keizer en waren tegenstanders van de wereldlijke macht van de paus.
In de Renaissance was het koningschap van Italië weinig meer dan een juridische fictie, maar het bleef in titulo tot de ontbinding van het Rijk in 1806. Tegen die tijd had Napoleon Bonaparte al zijn eigen Regno d'Italia gesticht, zonder aandacht te schenken aan de middeleeuwse geest.